# Dana White
Dana White (født 28. juli 1969 i Manchester, Connecticut i USA) er en amerikansk forretningsmand og MMA-promotor. Han er den nuværende præsident for the Ultimate Fighting Championship
White har baggrund som aerobicinstruktør og etablerde i 1992 Dana White Enterprises i Las Vegas som arrangerede aerobickurs i tre forskellige træningscentere. I løbet af denne tiden fungerede han også som manager for Tito Ortiz og Chuck Liddell. Mens han arbejde som manager fik han information om, at den daværende ejer af UFC Semaphore Entertainment Group var på udkig efter en køber af UFC. White kontaktede barndomsvennen Lorenzo Fertitta, og inden en måned havde Lorenzo Fertitta og hans storebror Frank Fertitta III købt UFC og White blev udnævnt til præsident af organisationen. White ejer nu 10% af Zuffa, selskabet Fertitta brødrene skabte for at styre UFC.

## Boksning
White trådte for første gang ind på boksescenen, da han hjalp til med at arrangere Floyd Mayweather Jr. vs. Conor McGregor-mega-kampen da McGregor var kæmper hos UFC. I oktober 2017, fortalte White folk i Freddie Roach's Wild Card West boxing club at han ville: "getting into boxing, 100 percent." 